# Scyllarus depressus
Scyllarus depressus е вид десетоного от семейство Scyllaridae. Видът не е застрашен от изчезване.

## Разпространение и местообитание
Разпространен е в Белиз, Гватемала, Колумбия, Коста Рика, Мексико, Никарагуа, Панама, САЩ (Луизиана, Мисисипи, Тексас и Флорида) и Хондурас.
Обитава крайбрежията на заливи в райони с тропически климат. Среща се на дълбочина от 8,5 до 422 m, при температура на водата от 6 до 25,7 °C и соленост 34,1 – 36,5 ‰.